# كارول منصور
كارول منصور (1961-) هي مخرجة لبنانية من أصول فلسطينية ولدت في بيروت، حاصلة علي البكالوريوس في الطب الرياضي وعلم النفس من جامعة كونكورديا في كندا عام 1984. كما أنها صانعة أفلام وثائقية مستقلة حائزة على تقدير عالمي لأفلامها، عُرِضت أفلامها في أكثر من خمسين مهرجان دولي وحازت على العديد من الجوائز. حصل فيلمها «حالة عشق» على جائزة أفضل فيلم وثائقي طويل في مهرجان القاهرة السينمائي الدولي الدورة ال 45 لعام 2024.

## حياتها
أنتجت كارول أكثر من 15 فيلم وثائقي يغطي مختلف القضايا المتعلقة بالعدالة الإجتماعية وحقوق الإنسان مثل: قضايا حقوق العمال المغتربين واللاجئين وقضايا البيئة والصحة النفسية وحقوق ذوي الإحتياجات الخاصة والحق بالعناية الصحية وعمالة الأطفال، كما أنها شغلة منصب كتابة سيناريو وإخراج وإنتاج لتلفزيون المستقبل في الفترة الواقعة ما بين عامي (1992-1999)، ومدير لعدة أفلام قصيرة وإعلانات تلفزيونية وعروض ترويجية لمنظمات دولية ومحلية، وكانت المؤسس والمالك لشركة إنتاج أفلام فوروارد "Forward Film Production" عام 2000.

## أعمالها
أخرجت العديد من الأفلام أهمها:
| الرقم | اسم الفيلم        | سنة الإصدار | الرقم | اسم الفيلم                        | سنة الإصدر |
| ----- | ----------------- | ----------- | ----- | --------------------------------- | ---------- |
| 1     | أتيت من مكان جميل | 2021        | 6     | لا سبيل إلى العودة الآن، يا صديقي | 2014       |
| 2     | كلنا للوطن        | 2011        | 7     | هو ليس إلا مكان آخر               | 2016       |
| 3     | كيف حالك          | 2011        | 8     | خيوط السرد                        | 2017       |
| 4     | بدنا نعرف         | 2012        | 9     | لا شغلة ولا عملة                  | 2018       |
| 5     | نحنا مو هيك       | 2013        | 10    | عائدة                             | 2019       |

## الجوائز
حصلت على العديد من الجوائز وهم:
- جائزة أفضل فيلم وثائقي لفيلم "Stitching Palestine" في مهرجان دلهي الدولي للأفلام عام 2018.
- جائزة الجمهور لأفضل فيلم طويل لفيلم "Stitching Palestine" في مهرجان بوسطن للفيلم الفلسطيني عام 2017.
- جائزة أفضل فيلم وثائقي لفيلم "We cannot go there now, my dear" في مهرجان الأرض السينمائي في سردينيا عام 2015.
- جائزة نقاد السينما للنساء لفيلم "We cannot go there now, my dear" في Rated SR Festival في نيويورك عام 2015.
- جائزة التميز إشادة خاصة من لجنة التحكيم لفيلم "Not Who We Are" في مهرجان جنيف الدولي للأفلام الشرقية في سويسرا عام 2014.
- جائزة أفضل فيلم وثائقي لفيلم "Not Who We Are" في Rated SR: Socially Relevant Film Festival في نيويورك بالولايات المتحدة الأمريكية عام 2014.
- جائزة لجنة التحكيم لفيلم "A summer not to forget" في مهرجان سول لونا للأفلام في باليرمو بإيطاليا عام 2009.
- جائزة أفضل فيلم وثائقي قصير لفيلم "A summer not to forget" في مهرجان الأفلام الدولي في نيوزيلندا عام 2007.
- جائزة أفضل فيلم وثائقي قصير لفيلم "100% asphalt" في مهرجان Down Under Documentary في أستراليا عام 2001.
- جائزة لجنة التحكيم لفيلم "100% asphalt" في معهد العالم العربي في روتردام 2000.
- جائزة أفضل فيلم وثائقي لفيلم "100% asphalt" في مهرجان السينما العربية في روتردام عام 2000.